# 34e cérémonie des Tony Awards
La 34e cérémonie des Tony Awards a eu lieu le 8 juin 1980 au Mark Hellinger Theatre de Broadway et fut retransmise sur CBS. La cérémonie récompensait les productions de Broadway en cours pendant la saison 1980-1981.

## Cérémonie
La cérémonie fut présentée par Mary Tyler Moore et Jason Robards.

### Prestations
Lors de la soirée, plusieurs personnalités se sont succédé pour la présentation des prix dont ; Eve Arden, Carol Channing, Hume Cronyn, Faye Dunaway, Mia Farrow, James Earl Jones, Elia Kazan, Richard Kiley, James MacArthur, Nancy Marchand, Dudley Moore, Anthony Perkins, Gilda Radner, Lynn Redgrave, Tony Roberts, Jessica Tandy, Cicely Tyson, Dick Van Dyke.
Plusieurs spectacles musicaux présentèrent quelques numéros en live :
- A Day in Hollywood / A Night in the Ukraine ("Doin' the Production Code" - La troupe)
- Barnum ("Come Follow the Band"/"There is a Sucker Born Ev'ry Minute" - Jim Dale et la troupe)
- Evita ("New Argentina" - Patti LuPone et la troupe)
- Oklahoma! ("People Will Say We're In Love" - Joel Higgins et Christine Andreas)
- Peter Pan ("I'm Flying" - Sandy Duncan et les enfants)
- Sugar Babies ("A McHugh Medley" - Ann Miller et Mickey Rooney)
- West Side Story ("America" - Debbie Allen et la troupe)

## Palmarès
| Meilleure pièce | Meilleure comédie musicale |
| --- | --- |
| - Les Enfants du silence – Mark Medoff - Bent – Martin Sherman - Home – Samm-Art Williams - Talley's Folly – Lanford Wilson | - Evita - A Day in Hollywood / A Night in the Ukraine - Barnum - Sugar Babies |
| Meilleure reprise | Meilleur livret |
| - Morning's at Seven - Major Barbara - Peter Pan - West Side Story | - Tim Rice – Evita - Dick Vosburgh – A Day in Hollywood / A Night in the Ukraine - Mark Bramble – Barnum - Ralph G. Allen et Harry Rigby – Sugar Babies |
| Meilleur acteur dans une pièce | Meilleure actrice dans une pièce |
| - John Rubinstein – Les Enfants du silence dans le rôle de James Leeds - Charles Brown – Home dans le rôle de Cephus Miles - Gerald Hiken – Strider dans le rôle de Strider - Judd Hirsch – Talley's Folly dans le rôle de Matt Friedman                                                              | - Phyllis Frelich – Les Enfants du silence dans le rôle de Sarah Norman - Blythe Danner – Trahisons dans le rôle d'Emma - Maggie Smith – Night and Day dans le rôle de Ruth Carson - Anne Twomey – Nuts dans le rôle de Claudia Draper                                        |
| Meilleur acteur dans une comédie musicale | Meilleure actrice dans une comédie musicale |
| - Jim Dale – Barnum dans le rôle de P. T. Barnum - Gregory Hines – Comin' Uptown dans le rôle de Scrooge - Mickey Rooney – Sugar Babies dans le rôle de Mickey - Giorgio Tozzi – The Most Happy Fella dans le rôle de Tony                                                                            | - Patti LuPone – Evita dans le rôle d'Eva Perón - Christine Andreas – Oklahoma! dans le rôle de Laurey Williams - Sandy Duncan – Peter Pan dans le rôle de Peter Pan - Ann Miller – Sugar Babies dans le rôle d'Ann                                                           |
| Meilleur acteur de second rôle dans une pièce | Meilleure actrice de second rôle dans une pièce |
| - David Rounds – Morning's at Seven dans le rôle de Homer Bolton - David Dukes – Bent dans le rôle de Horst - George Hearn – Watch on the Rhine dans le rôle de Kurt Muller - Earle Hyman – The Lady from Dubuque dans le rôle d'Oscar - Joseph Maher – Night and Day dans le rôle de Geoffrey Carson | - Dinah Manoff – I Ought to Be in Pictures dans le rôle de Libby Tucker - Maureen Anderman – The Lady from Dubuque dans le rôle de Carol - Pamela Burrell – Strider dans le rôle de plusieurs personnages - Lois de Banzie – Morning's at Seven dans le rôle de Myrtle Brown  |
| Meilleur acteur de second rôle dans une comédie musicale | Meilleure actrice de second rôle dans une comédie musicale |
| - Mandy Patinkin – Evita dans le rôle de Che - David Garrison – A Day in Hollywood / A Night in the Ukraine dans le rôle de Serge B. Samovar - Harry Groener – Oklahoma! dans le rôle de Will Parker - Bob Gunton – Evita dans le rôle de Juan Perón                                                  | - Priscilla Lopez – A Day in Hollywood / A Night in the Ukraine dans le rôle de Gino/Usherette - Debbie Allen – West Side Story dans le rôle d'Anita - Glenn Close – Barnum dans le rôle de Charity 'Chairy' Barnum - Josie de Guzman – West Side Story dans le rôle de Maria |
| Meilleure partition originale | Meilleure chorégraphie |
| - Evita – Andrew Lloyd Webber (musique) et Tim Rice (paroles) - A Day in Hollywood / A Night in the Ukraine – Frank Lazarus (musique) et Dick Vosburgh (paroles) - Barnum – Cy Coleman (musique) et Michael Stewart (paroles) - Sugar Babies – Arthur Malvin (musique et paroles)                     | - Tommy Tune et Thommie Walsh – A Day in Hollywood / A Night in the Ukraine - Ernest Flatt – Sugar Babies - Larry Fuller – Evita - Joe Layton – Barnum |
| Meilleure mise en scène pour une pièce | Meilleure mise en scène pour une comédie musicale |
| - Vivian Matalon – Morning's at Seven - Gordon Davidson – Les Enfants du silence - Peter Hall – Trahisons - Marshall W. Mason – Talley's Folly | - Harold Prince – Evita - Ernest Flatt et Rudy Tronto – Sugar Babies - Joe Layton – Barnum - Tommy Tune – A Day in Hollywood / A Night in the Ukraine |
| Meilleurs décors | Meilleurs costumes |
| - John Lee Beatty – Talley's Folly - David Mitchell – Barnum - Timothy O'Brien et Tazeena Firth – Evita - Tony Walton – A Day in Hollywood / A Night in the Ukraine | - Theoni V. Aldredge – Barnum - Pierre Balmain – Happy New Year - Timothy O'Brien et Tazeena Firth – Evita - Raoul Pene Du Bois – Sugar Babies |
| Meilleures lumières | |
| - David Hersey – Evita - Beverly Emmons – A Day in Hollywood / A Night in the Ukraine - Craig Miller – Barnum - Dennis Parichy – Talley's Folly | |

## Autres récompenses
Le Regional Theatre Tony Award a été décerné au Actors Theatre of Louisville, Kentucky. Une récompense fut décernée à Mary Tyler Moore pour le spectacle "Whose Life Is It Anyway?" et le Lawrence Langner Memorial Award for Distinguished Lifetime Achievement in the American Theatre fut décerné à Helen Hayes.